# Sarap
Sarap, kurz für Société Alsacienne de Recherches et d’Application des Plastiques, war ein französischer Hersteller von Automobilen.

## Unternehmensgeschichte
Das Unternehmen aus Sundhouse begann 1970 mit der Produktion von Automobilen. Der Markenname lautete Sarap. 1979 endete die Produktion.

## Fahrzeuge
Zunächst entstanden die Prototypen 671 und 691. Das erste Serienmodell war der 701. Dies war ein Coupé.
Ab 1974 wurde der Buffalo hergestellt, der zuvor von Automobiles Buffalo produziert wurde. Dies war ein Buggy. Ein Rohrrahmen bildete die Basis. Darauf wurde eine Karosserie aus Kunststoff montiert. Für den Antrieb sorgte ein Vierzylindermotor von Renault, der im Heck montiert war. Zur Wahl standen Motoren mit 1100 cm³ Hubraum und 43 PS sowie mit 1289 cm³ Hubraum und 60 PS.